# Эспаданское восстание
Эспаданское восстание 1526 года (исп. Rebelión de Espadán) — одно из крупнейших мавританских мятежей в истории Испании.
Восстание стало реакцией испанских мудехаров на насильственное крещение. Прагматические эдикты были позднее распространены на территории королевства Валенсия. В этот год, после особого съезда видных теологов Испании, Карл V ещё раз подтвердил законность крещений, которые в 1519—1522 годах инициировали ещё участники Братского восстания ремесленных гильдий Валенсии. Непокорные мусульмане укрылись в труднодоступном горном регионе Эспадан, недалеко от города Сегорбе. Их предводителем стал Селим Альмансор. Но в сентябре того же года королевские войска проникли в горы и, при помощи немецких наёмников, нанесли поражение взбунтовавшимся маврам. Несмотря на поражение, повстанцы, согласившиеся сдаться и принять христианство, получили некоторые временные (40 лет) права и свободы